# 張信剛
張信剛，GBS，JP（1940年7月9日—）爲台灣大學學士（1962），美國斯坦福大學碩士（1964），美國西北大學博士（1969）。他先後任教於美國紐約州立大學，加拿大麥吉爾大學及美國南加州大學。1990年出任香港科技大學工學院創院院長，1994年任美國匹茲堡大學工學院院長，1996年任香港城市大學校長及大學講座教授，2007年退休。
近十餘年來，他在清華大學、北京大學、山東大學、土耳其海峽大學、上海交通大學、中歐國際商學院講授人文通識課程；是北京大學、清華大學的名譽教授。
他曾發表英文學術論文百餘篇，研究專著兩集，獲得一項加拿大專利；並出版關於曆史、文化、文明交流的中、英文著作12部。
張教授爲英國皇家工程院外籍院士；國際歐亞科學院院士。於2000年獲法國政府頒授“法國國家榮譽軍團騎士勳章”；2002年獲中國香港特別行政區政府頒授“金紫荊星章”；2009年獲頒“法國國家學術棕櫚司令勳章”。
張教授曾擔任香港文化委員會主席（2000-03）、香港創新科技顧問委員會委員(2000-04)，香港司法官員推薦委員會委員(1999-2005)等公職。

## 學歷
- 1962年獲國立台灣大學土木工程理學士學位
- 1964年獲史丹福大學結構工程理學碩士學位
- 1969年獲西北大學生物醫學工程哲學博士學位

## 履歷
- 1969年-1975年：任美國水牛城紐約州立大學工程及應用科學院土木工程學助理教授
- 1975年-1976年：獲晉升為副教授
- 1976年-1980年：任加拿大麥吉爾大學醫學院生物醫學工程及生理學副教授
- 1980年：獲晉升為教授
- 1980年-1984年：兼任工程學院化學工程教授
- 1981年-1982年：任法國巴黎第十二大學（Université Paris-Val de Marne）醫學院訪問教授
- 1984年-1990年：任美國南加州大學工程學院生物醫學工程教授及學系主任（1985-1990），兼任醫學院生理學及生物物理學教授
- 1990年-1994年，任香港科技大學工程學院創院院長
- 1994年-1996年，任美國匹茲堡大學工程學院院長，兼任工程學院化學工程教授及醫學院醫學教授
- 1996年-2007年：任香港城市大學校長

## 公職
- 2003年-13年，任第十、十一届全国政协委员屆全國政協委員
- 1999年起，任香港特別行政區政府司法人員推薦委員會委員
- 2000-04年，任香港特別行政區政府創新科技顧問委員會委員
- 2000-03年，任香港特別行政區政府文化委員會主席

## 榮譽
- 香港特區非官守太平紳士 (1999年)
- 香港特區金紫荊星章 (2002年)
- 法國榮譽軍團勳章（Chevalier de la Légion d'Honneur）
- 法國學術棕櫚司令勛章 （Commandeur des Palmes Académiques）
- 英國皇家工程師學院外籍院士（Foreign Member of Royal Academy of Engineering）

## 出版作品
- Chang, H.K., and M. Paiva, Respiratory Physiology: An Analytical Approach, 1989,  Marcel Dekker, New York. (896 pp.)
- Effros, R.M., and H.K. Chang, Fluid and Solute Transport in the Airspaces of the Lungs.  1993, Marcel Dekker, New York. (568 pp.)
- 《张信刚随想曲》, 1999年, 天地圖書, 香港 (520 pp.)
- 《從活字版到萬維網》，2002年，三聯書店，香港 (390 pp.）
- 《 From Movable Type Printing to the World Wide Web》, 2007, City University of Hong  Kong Press, Hong Kong, (228 pp.)
- 《尼罗河畔隨想》, 2007年, 三联书店, 北京 (307 pp.)
- 《大學之修养 – 张信刚人文随想》，2001年, 三联书店, 北京 (490 pp.) ； 《大学  之修养 – 张信刚人文通识三十六讲》，2015年（第二版），广西师范大学出版社,  桂林（428 pp.)
- 《茶与咖啡》，2011年，北京大学出版社，北京 （149 pp.）
- 《大中东行纪》，2011年，广西师范大学出版社，桂林 （391 pp.）; 2017年 （修订  版；428 pp. ）；《大中東行紀》，2011年，天地圖書，香港（332 pp.）; 2017年  （修訂版），（376 pp.）
  - [English edition, 《The Greater Middle East: Travelogue &amp; Reflections》, 2021，Peter  Lang Publishing, New York（372 pp.）]
- 《Selling Water to the River: H.K. Chang Speaks; 江边卖水：张信刚演讲集》（英汉对  照），2017年，外语教学与研究出版社，北京（416 pp.）
- 《丝路文明十五讲》，2018年，北京大学出版社，北京 （267 pp.）; 2019年，《絲  路文明十五講》，中和出版社版，香港 （313 pp.）
  - [English edition, 2022, Taylor &amp; Francis, New York (349 pp); Russian edition,  2021，Shan Books, Moscow (287 pp.); Korean edition, 2021，Min So Kwon, Korea, (349 pp.)]
- 《文明的地图》，2020年，中信出版集团，中信出版集团，北京 （383 pp.）；《文  明的地圖》，2021年 ，海外修訂版，商務印書館，香港 （489 pp.）
  - [English edition, 2023, Palgrave Macmillan, Singapore (495 pp.); Ukrainian edition,  2024, Citic Press Corporation (330 pp.)]
- 《大絲路行紀——漫遊草原絲路》，2023年，商務印書館，香港（306 pp）《大  丝路行纪——漫游草原丝绸之路》，2024, 理想国-云南人民出版社, 昆明（396 pp.）

| 學術機關職務  | 學術機關職務                      | 學術機關職務        |
| ------------- | --------------------------------- | ------------------- |
| 前任： 鄭耀宗 | 香港城市大學校長 1996－2007       | 繼任： 何炘基(署任) |
| 前任： 首任   | 香港科技大學工學院院長 1990－1994 | 繼任： 高秉強       |